# Верхнефранкский диалект
Верхнефра́нкский диале́кт (нем. Oberfränkisch) — диалект немецкого языка, принадлежащий к крупной группе франкских диалектов. В классическом определении верхнефранкский сам является группой переходных диалектов между средне- и южнонемецкими диалектами немецкого языка, включающий две крупные подгруппы: южную и восточную. Тем не менее, такой подход уступает место новому, согласно которому восточно- и южнофранкские диалекты в центральной и южной Германии следует относить к южнонемецким диалектам, учитывая их фонетико-морфологические особенности. Верхнефранкский диалект повлиял на формирование идиша.
Диалект распространён на севере Баден-Вюртемберга и Баварии, в южной части Рейнланд-Пфальца, Гессена и Тюрингии. Во Франции южнофранкские диалекты переходят немецко-французскую границу и локально распространяются в Эльзасе и Лотарингии. Исторически верхнефранкский имел широкое распространение в чешской Богемии (см. Пражский немецкий язык), однако был вытеснен оттуда сперва средненемецким, а затем и современным чешским языком.

## Классификация
- Восточнофранкские диалекты (Ostfränkisch)

- Хоэнлоэнский диалект (Hohenlohisch)
- Ансбахский диалект (Ansbachisch)
- Майнфранкские диалекты (Mainfränkisch)

- Таубергрюндский диалект (Taubergründisch)
- Рёнский диалект (Rhöner Platt)
- Нижнефранконский диалект (Unterfränkisch)
- Грабфельдский диалект (Grabfeldisch)
- Геннебергский диалект (Hennebergisch)
- Ицгрюндский диалект (Itzgründisch)
- Бамбергский диалект (Bambergisch)

- Верхнефранконский диалект (Oberfränkisch)
- Фогтландский диалект (Vogtländisch)
- Нюрнбергский диалект (Nürnbergisch)

- Южнофранкские диалекты (Südfränkisch)

- Карлсруэрский диалект / Баденский диалект (Karlsruhisch / Badisch)
- Крайхгойский диалект (Kraichgäuisch)
- Унтерландский диалект (Unterländisch)
- Оденвальдский диалект (Odenwäldisch)